# Apterogryllus brunnerianus
Apterogryllus brunnerianus är en insektsart som beskrevs av Henri Saussure 1877. Apterogryllus brunnerianus ingår i släktet Apterogryllus och familjen syrsor. Inga underarter finns listade i Catalogue of Life.